# RojaDirecta
RojaDirecta est un site web de diffusion illégale de rencontres sportives créé en 2005. Il est administré par la société espagnole Puerto 80 Projects.
Il est l’un des pionniers de la diffusion de rencontres sportives en direct et l'un des plus consultés.

## Historique
RojaDirecta est créé en 2005 par la société espagnole Puerto 80 Projects. Le site se lance en se focalisant sur le sport espagnol et notamment la Liga, le championnat national de football. Il se développe ensuite à de nombreux sports dont le basket-ball, le handball, le hockey, le football américain ou le tennis.
RojaDirecta n’héberge pas de vidéos ou de flux mais propose une multitude de liens mis en jour en temps réels pour regarder en direct ou télécharger des rencontres sportives passées. Ces liens pointent vers des liens BitTorrent, des streaming en Pair-à-pair (P2P) ou vers des plateformes de partages de fichiers telles que RapidShare ou MegaUpload. Puerto 80 Projects considère agir ainsi en toute légalité.

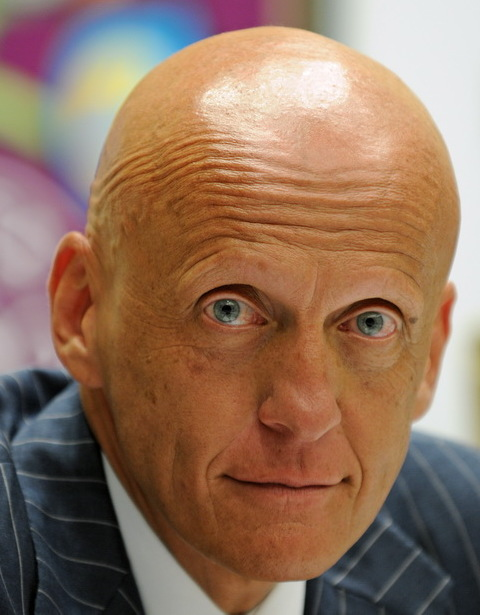
Pierluigi Collina, dont le portrait dessiné figure sur l'entête du site Rojadirecta.

RojaDirecta signifie Rouge direct en espagnol. L’entête du site comporte un portrait de l’arbitre internationale italien Pierluigi Collina qui brandit un carton rouge dans le coin gauche de l’écran.
En 2016, ses revenus annuels liés aux recettes publicitaires s'élèveraient de 1 à 2 millions d'euros selon les déclarations du comptable de Puerto 80 Projects à la justice espagnole.
Selon l'Idate DigiWorld, l'Institut de l'audiovisuel et des télécommunications en Europe, RojaDirecta est en 2018 le deuxième site de streaming illégal le plus consulté au monde avec 14 millions de connexions par mois, derrière IiveTV.sx.

## Poursuites et condamnations

### Plainte d’Audiovisual Sport et acquittement par la justice espagnole
Dès 2007, Audiovisual Sport, la société de vente de droits sportifs qui gère notamment les droits du football espagnol lance des poursuites contre RojaDirecta. Filiale du groupe de communication espagnol Prisa qui possède plusieurs médias dont Canal+ et SportMania, Audiovisual Sport accuse Rojadirecta de faciliter la violation des droits d'auteur sur diverses émissions sportives en y donnant accès via Internet.
La plainte est rejetée en première instance en juillet 2009 par le tribunal de district n° 37 de Madrid puis en appel par le tribunal pénal provincial de Madrid en mai 2010, ce dernier déclarant que Rojadirecta ne fait qu'offrir des liens vers des logiciels et d’autres sites. Pour les juges, si le site comporte des espaces de publicité, aucun profit n’est tiré directement d'une quelconque infraction. Une jurisprudence existe pourtant quasiment internationalement sur ce sujet. Celle-ci ne condamne pas seulement la contrefaçon en soi, mais aussi les agissements qui visent ostensiblement à faciliter le piratage.
Le propriétaire du site déclare être menacé juridiquement par d’autres sociétés de l'Argentine, des États-Unis, du Mexique, des Pays-Bas, du Portugal et du Royaume-Uni.

### Saisie du domaine par la justice américaine
Les domaines Rojadirecta.org et Rojadirecta.com sont saisis en février 2011 par le département de la justice des États-Unis et l’Immigration and Customs Enforcement (ICE), une branche fédérale rattachée au département de la Sécurité intérieure. Cette intervention s’inscrit dans le cadre de l’opération anti-piratage et anti-contrefaçon In Our Sites.
Puerto 80 Projects réagit en rendant rapidement le site accessible sur d’autres domaines : Rojadirecta.com, Rojadirecta.me, Rojadirecta.es et Rojadirecta.in. Ses responsables en profitent pour dénoncer l’emprise des autorités américaines sur les noms de domaine de premier niveau, les principales sociétés les administrant étant basées en Pennsylvanie pour Affilias (.info) ou en Virginie pour VeriSign (.com, .net et .biz) et Public Interest Registry (.org),.
En juin suivant, Puerto 80 Projects dépose plainte pour contraindre la justice américaine de lui restituer son nom de domaine en .COM et .ORG,,. Elle les récupère en août 2012.

### Condamnation par la justice française
En juillet 2014, la Ligue de football professionnel (LFP) lance plusieurs actions en justice en France contre Puerto 80 Projects. L’association française a concédé à titre exclusif les droits d’exploitation audiovisuelle en direct des championnats de ligue 1 et 2 de 2012 à 2020 à Canal+ et beIN et en différé sur Youtube, Dailymotion, L’Équipe ainsi que les téléphones mobiles Orange.
Le 19 mars 2015, le tribunal de grande instance de Paris condamne Puerto 80 Projects à supprimer les contenus et les liens permettant de visionner des matchs des compétitions organisées par la LFP sous peine d'une amende de 5000 euros par jour et par lien. La société doit également publier un communiqué sur le site informant les internautes du caractère illicite des liens mentionnés. Elle doit aussi payer à la LFP 100 000 euros de dommages et intérêts au titre du préjudice moral subi.
Contrairement aux juges espagnols, ceux du tribunal de Paris ont estimé que Rojadirecta était responsable en qualité d'éditeur et non plus d'hébergeur, le site disposant d'une « maîtrise éditoriale » sur les contenus. Puerto 80 Projects déclare faire appel et continuer à diffuser la Ligue 1.

### Condamnation et fermeture par la justice espagnole
En novembre 2015, la justice espagnole condamne RojaDirecta à suspendre ses activités en Espagne à la suite d'une plainte de DTS Distribuidora de Televisión Digital, une filiale de l’opérateur Telefonica, détentrice des droits de la Liga. En novembre 2016, Saisie par la chaîne Gol Televisión et le groupe audiovisuel Mediapro, une juge du tribunal de commerce de La Corogne condamne RojaDirecta à « cesser immédiatement de proposer des liens Internet, de quelque type que ce soit, qui donnent accès au visionnage en direct ou en léger différé de matchs de football » et ordonne aux hébergeurs de suspendre le site web,.
Le 1er février 2017, Puerto 80 Projects est à nouveau condamnée par le tribunal de La Corogne. La juge établit le droit du plaignant à être indemnisé par Roja Directa pour un montant à déterminer a posteriori et condamne le site web à payer les frais,,.